# Ectoedemia flavimacula
Stigmella flavimacula là một loài bướm đêm thuộc họ Nepticulidae. Nó là loài duy nhất được tìm thấy ở the mountainous area near the Varzob river và miền nam Vakhsh river valley in Tadzhikistan, near the border with Afghanistan.
Chiều dài cánh trước là 1.6-1.8 mm. Con trưởng thành bay từ tháng 6 đến tháng 8.
Ấu trùng ăn Populus species, probably bao gồm Populus pruinosa. Chúng ăn lá nơi chúng làm tổ.